# Pleurothallis
Genre
Classification phylogénétique
Pleurothallis est le plus important genre d'orchidées. Il compte plus de 1 200 espèces voire plus de 2 000 espèces[réf. nécessaire].

## Description
- Orchidées généralement épiphytes mais aussi lithophytes et parfois terrestres.
- Dimension : Genre extrêmement diversifié entre des espèces miniatures et d'autres atteignant presque un mètre de hauteur[2].

## Répartition
Amérique tropicale.

## Liste d'espèces
Voir la Liste des espèces du genre Pleurothallis.

### Noms en synonymie
- Pleurothallis elegans (Kunth) Lindl., un synonyme de Stelis roseopunctata
- Pleurothallis roseopunctata Lindl., un synonyme de Stelis roseopunctata

## Illustrations

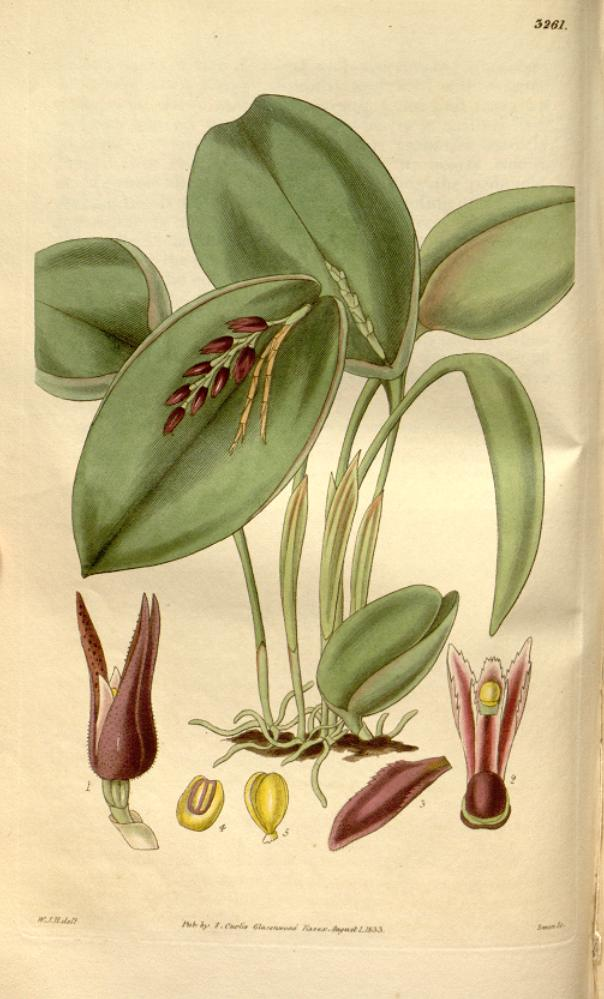
Pleurothallis prolifera .
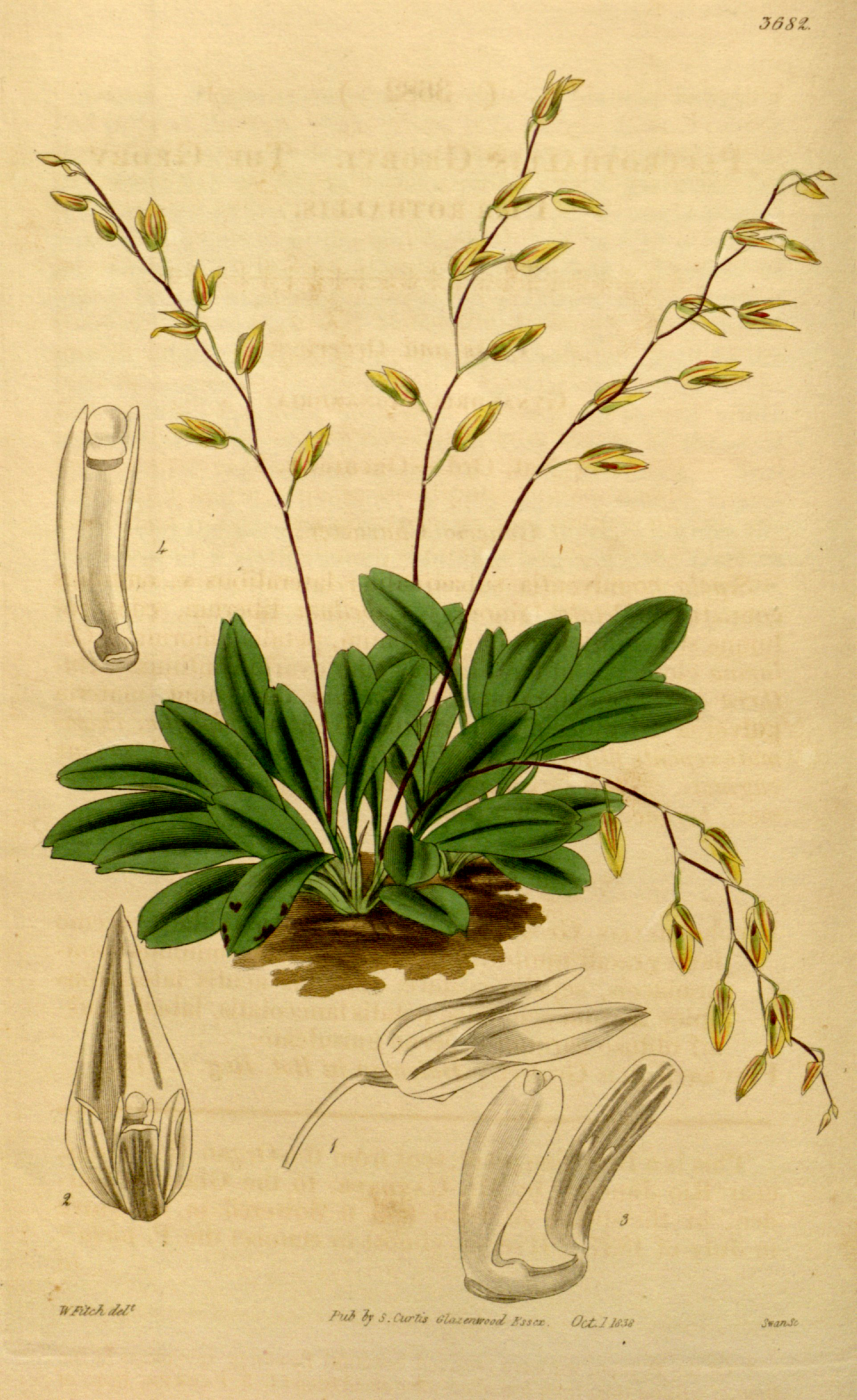
Pleurothallis grobyi.
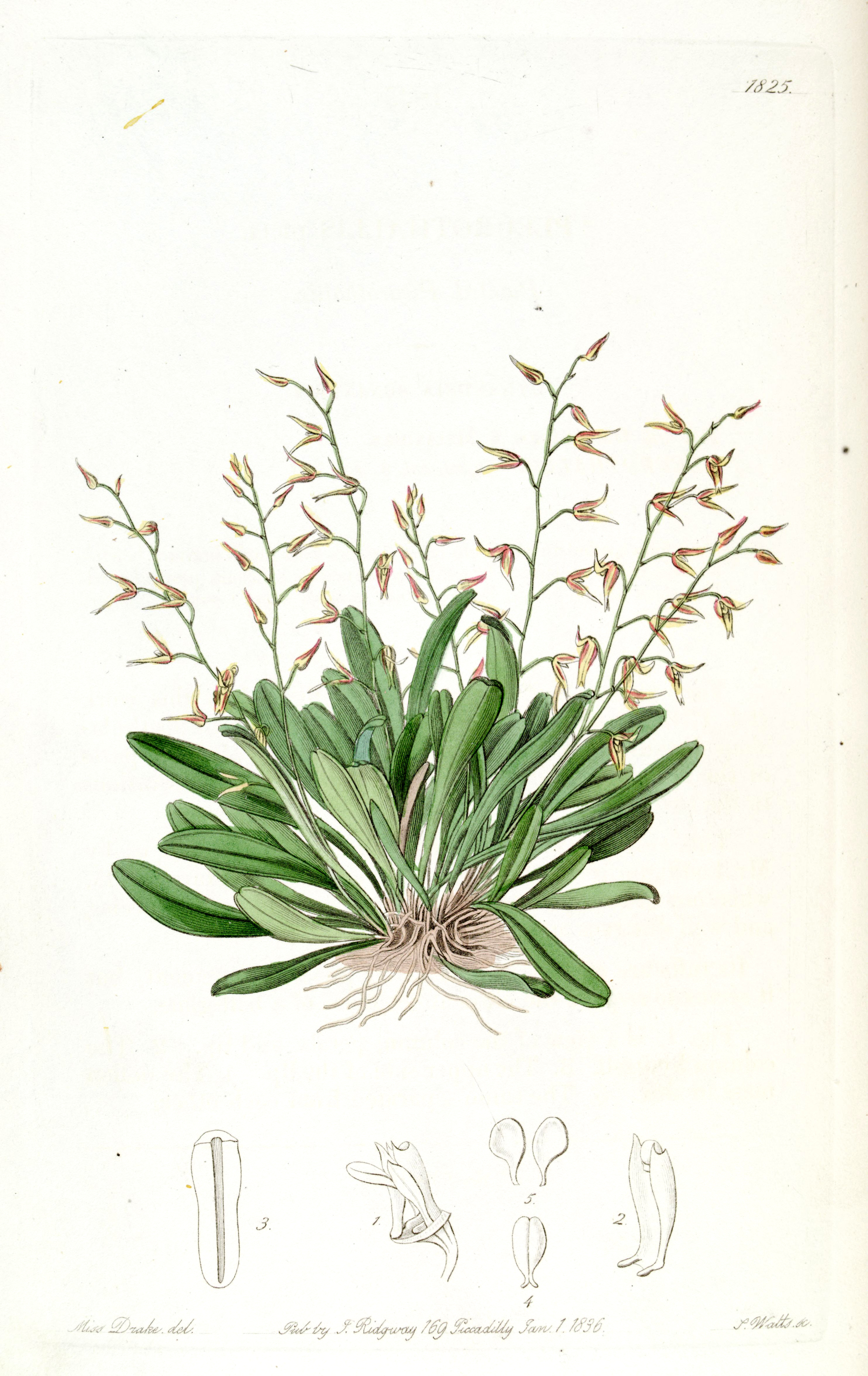
Pleurothallis picta.
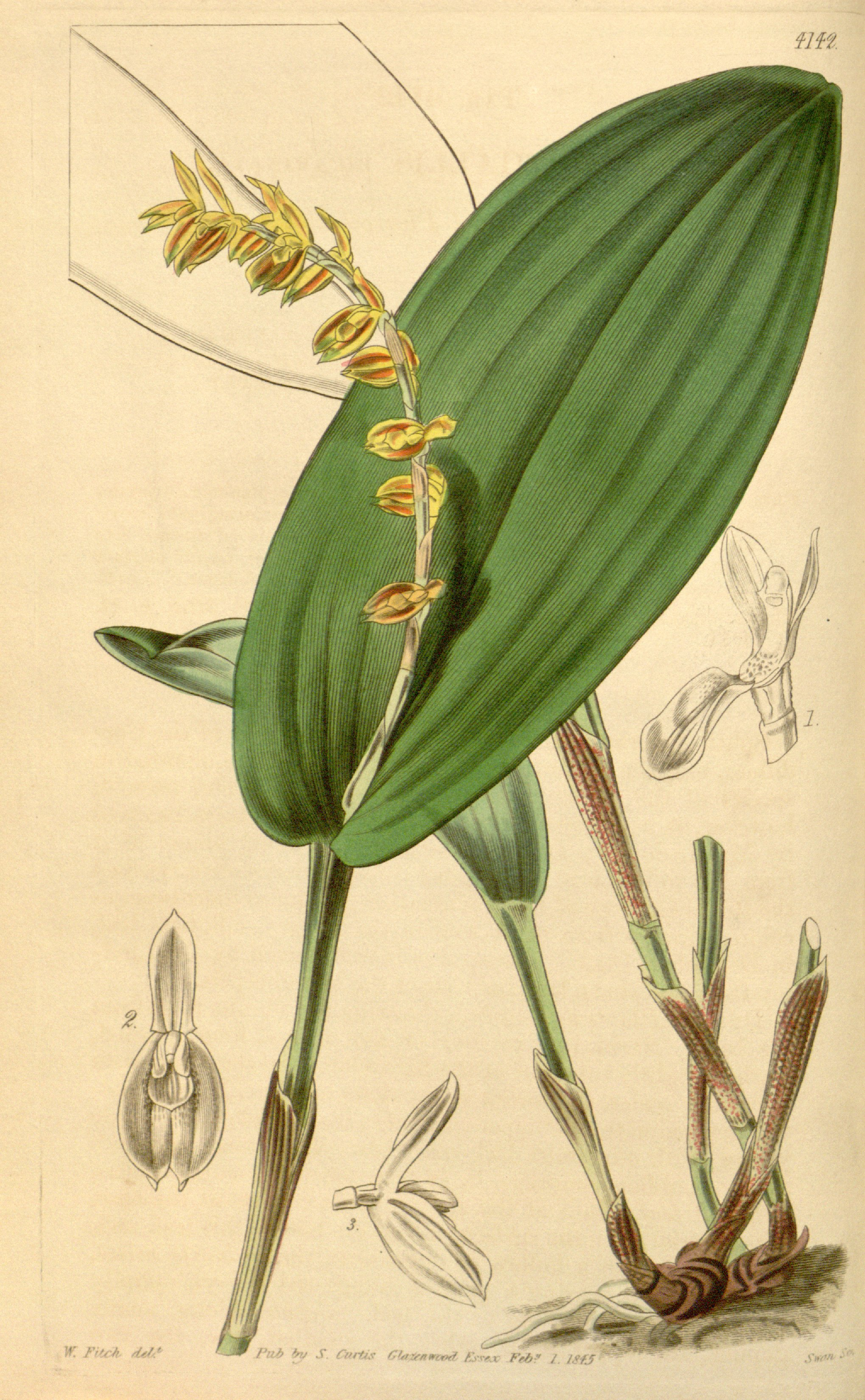
Pleurothallis bicarinata.

## Photos

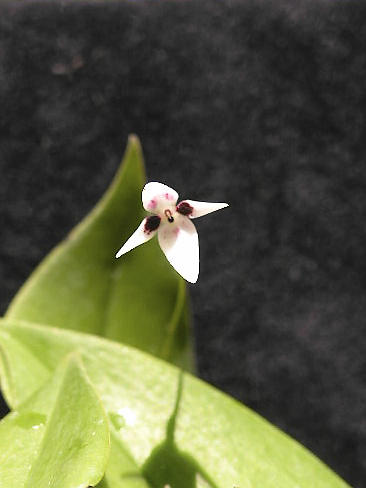
Pleurothallis anthrax ou Ancipitia anthrax.
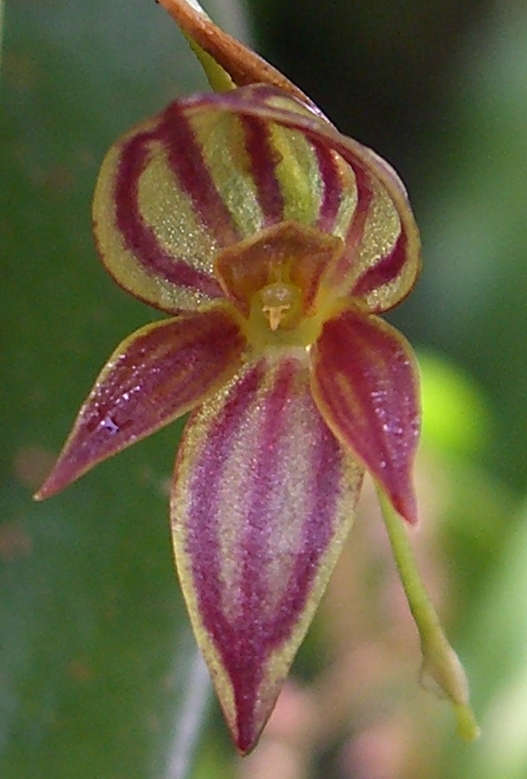
Pleurothallis lamellaris.
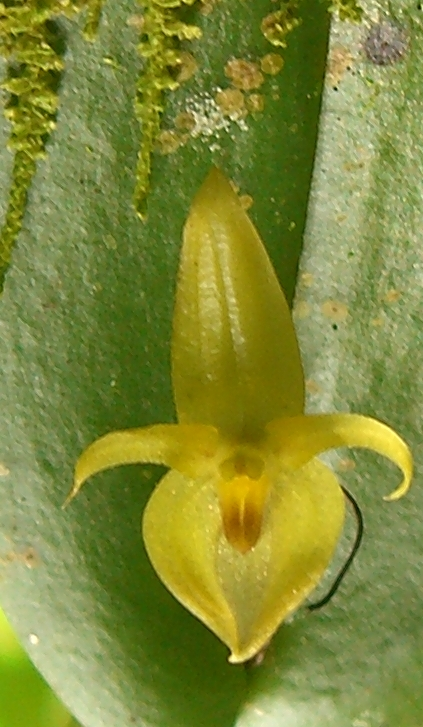
Pleurothallis phyllocardioides.